# Gobila (Yako)
Pour les articles homonymes, voir Gobila.
Gobila est une localité située dans le département de Yako de la province du Passoré dans la région Nord au Burkina Faso.

## Santé et éducation
Le centre de soins le plus proche de Gobila est le centre médical avec antenne chirurgicale (CMA) de Yako.